# Festuca rubra subsp. litoralis
Festuca rubra subsp. litoralis é uma subespécie de planta com flor pertencente à família Poaceae. 
A autoridade científica da subespécie é (G.Mey.) Auquier, tendo sido publicada em Bulletin de la Société Botanique de Belgique 38: 191. 1968.

## Portugal
Trata-se de uma subespécie presente no território português, nomeadamente em Portugal Continental.
Em termos de naturalidade é nativa da região atrás indicada.

## Protecção
Não se encontra protegida por legislação portuguesa ou da Comunidade Europeia.